# St-Julien (Saint-Julien-de-Jonzy)

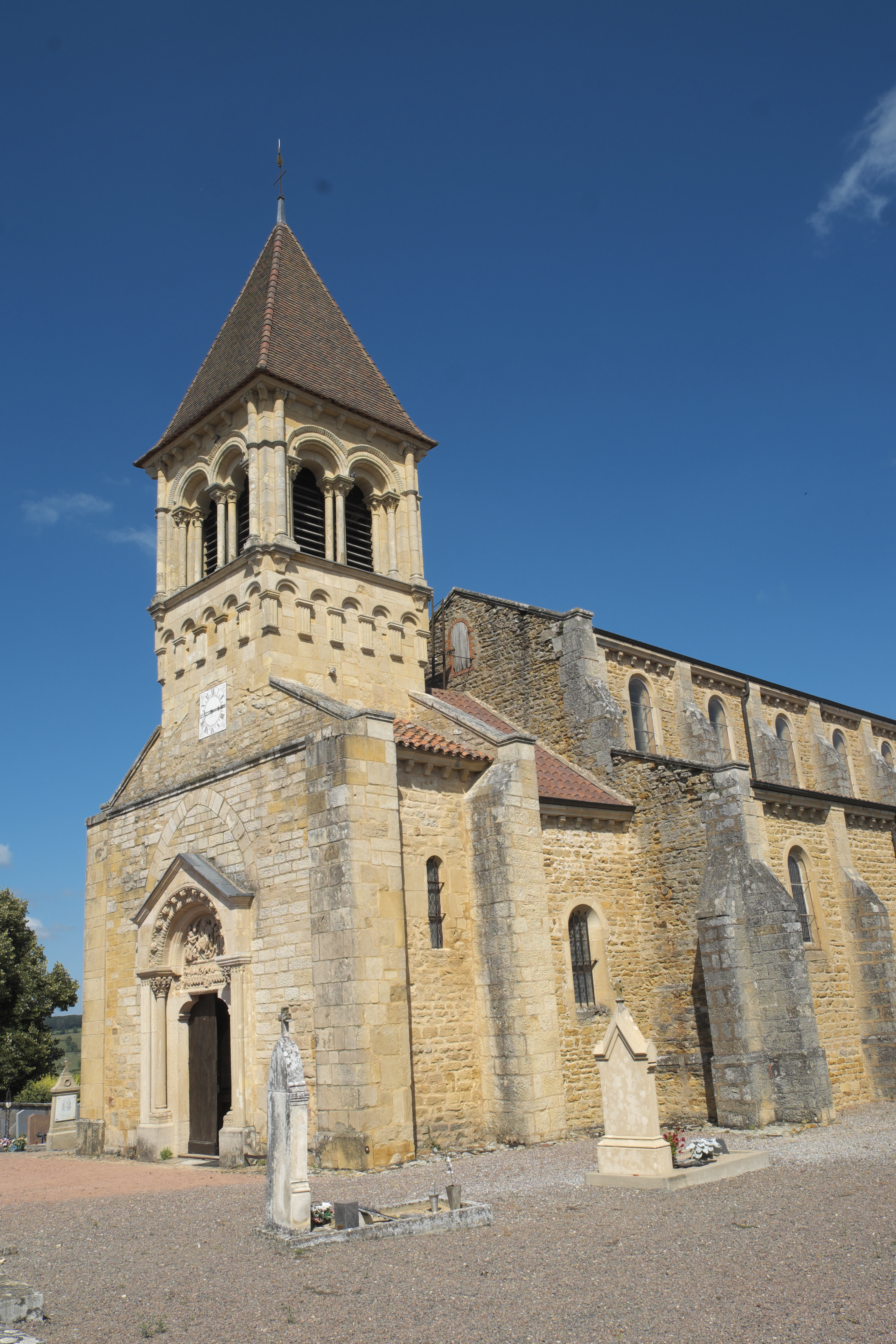
Portal und Glockenturm der Kirche

Die Kirche Saint-Julien ist eine – unter dem Patrozinium des heiligen Julianus von Brioude stehende – romanische Pfarrkirche in der Gemeinde Saint-Julien-de-Jonzy im Département Saône-et-Loire in der historischen Region Burgund (Frankreich), die im 12. Jahrhundert errichtet wurde. Turm und Portal der im 19. Jahrhundert nahezu komplett neu erbauten Kirche wurden bereits im Jahr 1910 als Monument historique unter Denkmalschutz gestellt.

## Geschichte
Die Kirche von Saint-Julien-de-Jonzy im Brionnais wird erstmals 1106 in einer Urkunde des Klosters Cluny erwähnt. Sie gehörte im Ancien Régime zum ehemaligen Bistum Mâcon im Erzbistum Lyon. Die Kirche wurde in der Mitte des 12. Jahrhunderts errichtet, aus dieser Zeit haben sich der Turm mit seinem Sockelgeschoss und das Portal mit seinem Tympanon erhalten. Das Langhaus und der Chor wurden um und nach 1861 komplett neu errichtet.

## Architektur

### Innen
Beim Eintritt in die Kirche befindet man sich im romanischen Teil, denn das erste Joch liegt noch unter dem Turm. Es wird von einer oktogonalen Kuppel, die auf kleinen Trompen aufliegt, überwölbt. Dieser Teil wird von vier Spitzarkaden abgetrennt, die auf vorgelegten Halbsäulen ruhen. Die Halbsäulen besitzen mächtige Basen und skulptierte Kapitelle, die sich jedoch in ihrer ‚Primitivität‘ eklatant vom Portalschmuck unterscheiden.
Das sich anschließende neue dreischiffige Langhaus besteht aus fünf Jochen, einem eingezogenen Querhaus und einer halbrunden Apsis. Der Apsis ist ein Chorjoch vorgelagert. Rundbogenarkaden, die auf runden Pfeilern mit Akanthuskapitellen ruhen, trennen das Mittelschiff von den Seitenschiffen. Alle Joche werden von Kreuzgratgewölben überspannt und durch Spitzbögen voneinander getrennt.

### Außen
Der Turm besitzt ein Pyramidendach, das im 19. Jahrhundert erneuert wurde. Das darunter befindliche Turmgeschoss wird gegliedert durch vorgelegte Halbsäulen sowie weit gespannte Biforienfenster, deren äußere profilierte Archivolten auf eingestellten Säulen mit Blattkapitellen ruhen; die inneren Archivoltenbögen sind dagegen unprofiliert, ruhen aber ebenfalls auf eingestellten Säulen. Darunter befinden sich auf allen vier Seiten Rundbogenfriese, die auf kurzen kannelierten Pilastern aufruhen.

### Tympanon

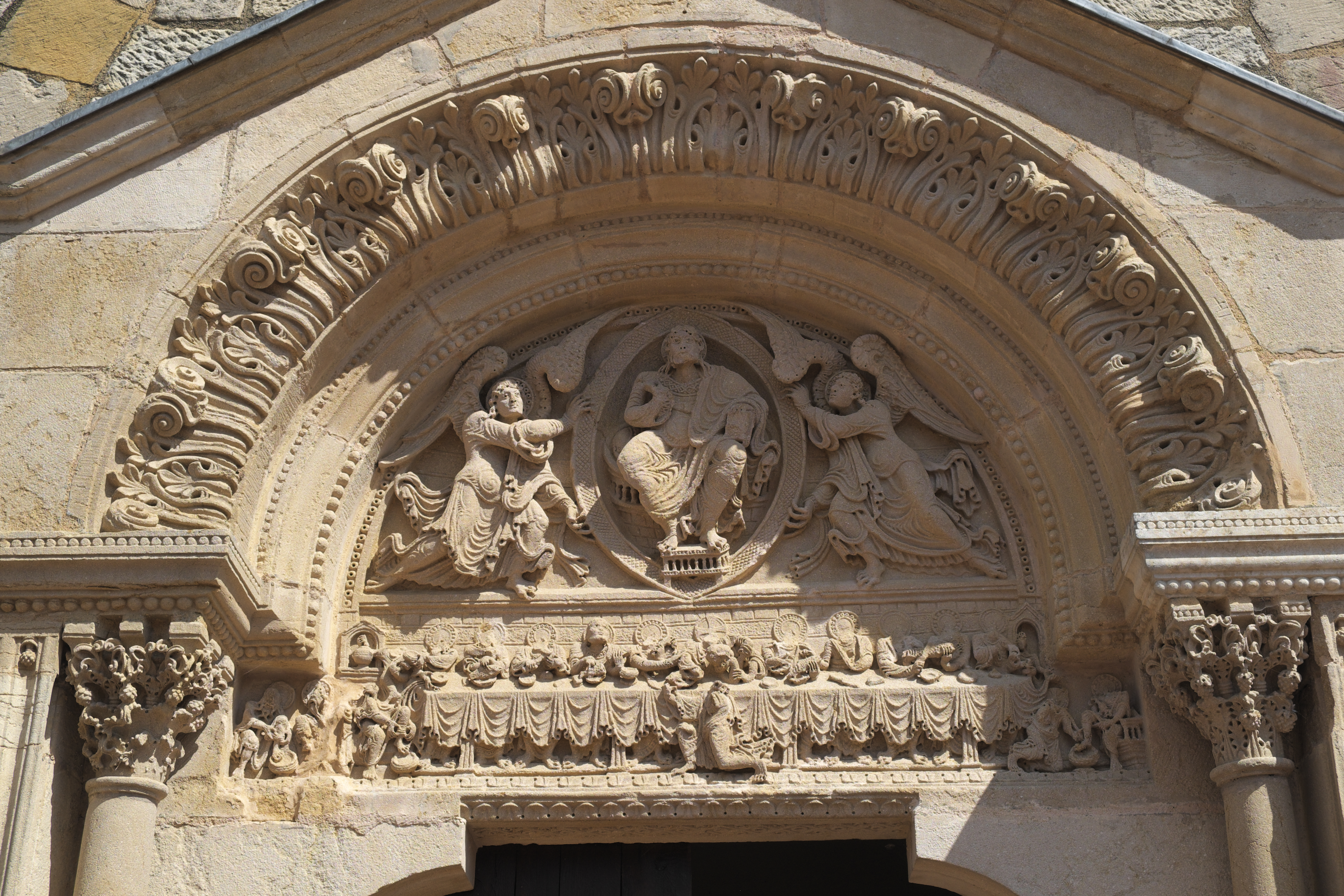
Tympanon und Architrav des Portals sind aus einer Steinplatte gefertigt; die Bögen bestehen dagegen aus separaten Steinen. Bemerkenswert ist die beinahe plastische Darstellungsweise vieler Figuren.

Von herausragender Bedeutung ist das leicht aus der Wand hervortretende romanische Portal mit seinem antikisierenden Dreiecksgiebel, der auf seitlichen kannelierten Pilastern ruht. Das plastisch und mit viel Liebe zum Detail (Flügel und Gewänder der Engel; gedrechseltes Fußbänkchen unter Jesu Füßen) gestaltete Tympanon aus der Mitte des 12. Jahrhunderts mit Christus in einer Mandorla, die von zwei geflügelten Engeln getragen wird, gehört zu den Meisterwerken romanischer Bildhauerkunst – ebenso wie der darunter befindliche und zusammen mit dem Tympanon aus einer Steinplatte gefertigte Architrav mit einer Darstellung des Letzten Abendmahls. Rechts davon ist die Szene der Fußwaschung zu erkennen. Die Köpfe des Christus und der Apostel wurden während der Französischen Revolution abgeschlagen, nur der Kopf eines Jüngers ist noch vorhanden. Auch die äußere Bogeneinfassung aus Akanthus-Blattwerk ist beachtenswert. Das Tympanon von Saint-Julien wird häufig mit dem von Montceaux-l’Étoile oder den beiden Nordportalen der nur etwa elf Kilometer südlich gelegenen Abtei Saint-Fortunat in Charlieu in eine Reihe gestellt und von manchen Forschern auch demselben Meister zugeordnet. Die lebhaft bewegten Körperhaltungen und Gewänder, die ornamentale Schönlinigkeit und räumliche Tiefe des Reliefs sind gegenüber Charlieu vielleicht sogar noch gesteigert.
„Ungeachtet seiner geringen Abmessungen mutet das Portal wie ein rauschender Schlussakkord an, mit dem die an Erscheinungen wunderbarer Vielfalt überreiche Skulptur der Romanik in Burgund gegen 1150 ihrem Ende entgegenschritt.“ (Droste)